# YOUKI
Das Internationale Jugend Medien Festival YOUKI findet seit 1999 jährlich im November in Wels in Oberösterreich statt. Die zentralen Festivalstätten sind das Medien Kultur Haus, der Alte Schlachthof Wels und das Programmkino Wels. Es ist das größte österreichische Jugendfilmfestival mit internationaler Ausrichtung. Neben dem internationalen Filmwettbewerb, dem Kern des Festivals, liegt ein tendenzieller Schwerpunkt des Festivals auf der Vermittlung neuer Medien in Theorie und Praxis.

## Geschichte
Aus den Österreichischen Filmtagen der 1980er und frühen 1990er Jahre entstand 1999 die KINOVA, ein Spielfilmfestival europäischen Zuschnitts in Wels. Unter der Leitung des Regisseurs Andreas Gruber (u. a. Regie und Drehbuch: Hasenjagd – Vor lauter Feigheit gibt es kein Erbarmen) verfehlte das Festival seine Ziele und wurde nicht wiederholt. Als Nebenschiene der KINOVA fand 1999 auch erstmals das Schüler-Filmfestival YOUNG KINOVA (später YOUKI) statt. An drei Festivaltagen wurden Filme junger Nachwuchsregisseure projiziert.

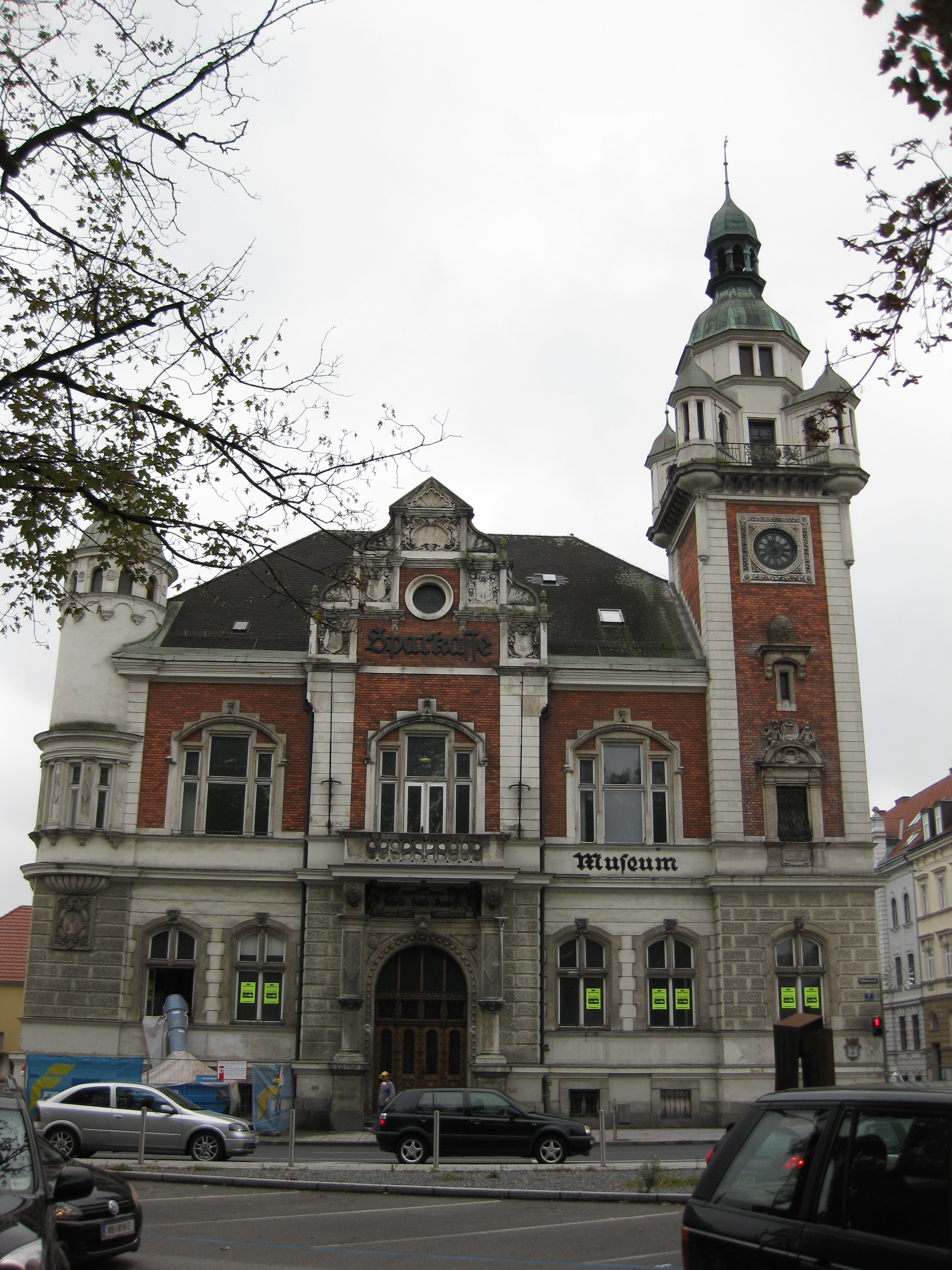
YOUKI-Festivalzentrum im Medien Kultur Haus

Von 1999 bis 2007 fand die YOUKI jährlich unter der Leitung von Johann Schoiswohl statt und ist heute das größte österreichische Jugendfilmfestival mit internationaler Ausrichtung. Neben Johann Schoiswohl waren Iris Brunnbauer-Kransteiner (kaufmännische Leitung) und die Drehbuchautorin Heide Kouba für das Programm mitverantwortlich. Jährlich gelangen rund 500 Einreichungen nach Wels, darunter auch Filme aus Irland, Norwegen, Litauen und Israel. Eine fünfköpfige Vorjury, besetzt aus Mitgliedern des Vorstands sowie medieninteressierten Schülern und Jugendlichen zeigt sich für die Auswahl des Wettbewerbsprogramms verantwortlich. Während des Festivals vergibt eine fachkundige Jury aus Vertretern der Filmbranche die Preise. 2008 waren an fünf Festivaltagen 86 internationale Nachwuchs-Filmproduktionen zu sehen (56 im Wettbewerb und 30 im Sonderprogramm). In Nebenschienen diskutierten und präsentierten etablierte Regisseure sowohl ihre Erstlingswerke, als auch aktuellen Arbeiten (z. B. Stefan Ruzowitzky, Arash T. Riahi, Alexis Dos Santos).
Ab Frühjahr 2009 wurde das Festival von Rudolf Agner, Sebastian Höglinger und Peter Schernhuber geleitet. Seither haben vermehrt Themen aus den Bereichen Pop- und Jugendkultur Einzug in die Programmierung gefunden. Auch ist eine programmatische Distanzierung von Konzepten kanonisierter Medienpädagogik zu verzeichnen. Gäste der diskursiven Programmschiene Media Meeting waren u. a. Diedrich Diederichsen, Christiane Rösinger, Manuel Rubey u. a. Auch veranstaltet YOUKI seit der neuen Intendanz abendliche Konzerte. Auftretende Bands waren etwa PeterLicht, 1000 Robota, Sex Jams, Egotronic, Clara Luzia, Bernhard Fleischmann, Paper Bird u. a. Nachdem Agner 2013 seine Funktionen beim Festival zurücklegte, rückten die langjährige Mitarbeiterin Laura-Lee Röckendorfer in den Vorstand sowie Anna Spanlang als künstlerische Verantwortliche für den Internationalen Filmwettbewerb nach. Seither wird das Programmkino im Medien Kultur Haus Wels als zentrale Spielstätte des Wettbewerbsprogramms genützt.
Nachwuchsfestivals wie das Up-and-coming-Festival Hannover oder das Machinima Europe Festival (UK) zeigten darüber hinaus ausgewählte Arbeiten aus ihren Festivalprogrammen. Im Rahmen derartiger Kooperationen war die YOUKI u. a. beim Nordic Youth Film Festival (NUFF) in Tromsø, den Schweizer Jugendfilmtagen in Zürich, dem Cinema Jove in Valencia oder beim Filmfestival Crossing Europe in Linz zu Gast.
In Folge der Festival-Ausgabe 2014 zogen sich Sebastian Höglinger und Peter Schernhuber aus der Festivalleitung zurück. Wenige Tage darauf wurde das Duo mit der Leitung der Diagonale, Festival des österreichischen Films betraut. Laura Röckendorfer und Boris Schuld leiteten bis 2018 das Festival, 2019 folgten Anna Rieder und Anna Prischl.
Infolge der weltweiten Corona-Pandemie musste YOUKI 2020 alle Programme in den digitalen Raum verlegen. Festivalzentrum, Workshops und Vermittlung für Schulen, der gesamte Filmwettbewerb samt Q&As sowie den Konzerten und der Nightline wurde alles online ermöglicht und weltweit zugänglich gemacht.
Seit einem umfassenden Strukturprozess im Jahr 2021 wird das Festival kollektiver organisiert. Auf Anna Prischl folgt Philipp Feichtinger, der von nun an gemeinsam mit Anna Rieder für das Festival verantwortlich ist. Zusätzlich arbeiten Lisa Heuschober an der inhaltlichen Gestaltung des Rahmenprogramms sowie Martina Genetti an der Organisation des Internationalen Fimwettbewerbs.
2021 musste ebenso wieder kurzfristig eine online Variante her. Im Vergleich zum ersten Pandemiejahr entschied man sich nur den Wettbewerb und einzelne Talks zu streamen. Die Awards wurden im Rahmen einer online Gala vergeben. Alle anderen Veranstaltungen wurden später nachgeholt.
Zwei Jahre später übernahmen Lisa Kainz und Sophia Hochedlinger die YOUKI-Leitung zum 25. Jubiläum des Festivals 2023. In dieser Jubiläumsausgabe gab es über 900 Einreichungen aus 90 verschiedenen Ländern.

## Wettbewerb und Media Meeting
Der Wettbewerb des Festivals in drei Alterskategorien gegliedert (10–14 / 15–20 / 21–26 Jahre). Die maximale Filmlänge für sämtliche Einreichungen ist mit 20 Minuten festgesetzt.
Die jeweilige Jury, bestehend aus Vertretern der Filmbranche, -kritik, -produktion etc. wählt aus den projizierten Werken die besten Filme aus, die schließlich mit den YOUKI-Trophäen und Preisgeldern bei der Abschlussgala prämiert werden. In allen drei Alters-Kategorien wird ein Hauptpreis vergeben. Sämtliche Filme haben zusätzlich die Möglichkeit mit dem Publikumspreis und dem Innovative Film Award ausgezeichnet zu werden. Letzterer würdigt auf formaler oder inhaltlicher Ebene herausragende, eigenständige Positionen im Kontext gegenwärtiger medialer Entwicklungen.
2010 wurde zusätzlich zum Filmwettbewerb das Stipendium „Perspektive österreichischer Nachwuchsfilm“ an ein noch unrealisiertes Drehbuch vergeben.
Neben dem Filmwettbewerb liegt ein zweiter Schwerpunkt der YOUKI auf dem Media Meeting, das sich wechselnden Themen der Medien und des medialen Umfelds Jugendlicher widmet. In Workshops und Diskussionen werden Fragestellungen entworfen und erörtert bzw. neue Perspektiven auf die mediale Realität des 21. Jahrhunderts gewonnen.

## Preisträger
| Preisträger 2006: YOUKI 8                                     | |
| YOUKI-Hauptpreis                                              | Stefan Wipplinger: Revitimo GRG1: Trick und Politik |
| YOUKI-Würdigungspreise                                        | Reformierte Kirchen Bern-Jura-Solothurn: Morgenrot Martin Pühringer: Something About the Future Andrea Mannel: Perspektiven Leonie Wieser, Angelika Adensamer, Amira Ben Saoud: Gott, wir lieben uns / Das Schiff |
| Publikums-YOUKI                                               | milchfarm (Mörtelmayr, Pochlatko): Running Sushi |
| Preisträger 2007: YOUKI 9                                     | |
| YOUKI-Hauptpreis                                              | Jugend Medien Festival Berlin: Das Loch Bundesgymnasium Vöcklabruck: Hannah |
| YOUKI-Würdigungspreise                                        | Alte Kantonsschule Aarau: Ein Musikvideo Modellschule Graz: A Dream of Reality – not everything is what it seems to be                                                                                            |
| Publikums-YOUKI                                               | HLW für Kommunikations- und Mediendesign: Soccer Boy |
| Preisträger 2008: YOUKI 10                                    | |
| YOUKI-Hauptpreis                                              | David Segler: Die Aulmann Revolution |
| YOUKI-Würdigungspreise                                        | Amira Ben Saoud: Scrabble 1-4 Elisabeth Mitterhuber: Wisper Krmpf Krmpf Studios: IOCC – Die Polizei im Rennen gegen die Zeit                                                                                      |
| YOUKI-Würdigungspreis unter 14 Jahren                         | Primarschule Gründen: Wolfi auf freier Pfote |
| Publikums-YOUKI                                               | Paul Baran: Habanero |
| Preisträger 2009: YOUKI 11                                    | |
| YOUKI-Hauptpreis                                              | Fabian Uitz: Railrunner |
| YOUKI-Würdigungspreise                                        | Peter Hübelbauer, Freitagsrunde: King_Harry Moritz Walker: Asmus Simon Sommer: Third World War |
| YOUKI-Würdigungspreis unter 14 Jahren                         | Lucas Drobek, Lutz Meissner: Bolzplatz |
| YOUKI Special Award                                           | Augustin Rebetez: Carnaval / La fête du village de Courroux |
| Publikums-YOUKI                                               | Sanja Zivkovic: How I almost became a Canadian |
| Preisträger 2010: YOUKI 12                                    | |
| Internationaler Wettbewerb (10–14 Jahre)                      | Klasse 6a, Berlin Metropolitan School: In deiner Haut Johannes Smolle: Meteor Impact |
| Internationaler Wettbewerb (15–19 Jahre)                      | Dokumentarfilmwerkstatt Verstecktes Leben: Danny Crash |
| Internationaler Wettbewerb (20–26 Jahre)                      | Joséphine Adams: Close to you |
| Innovative Film Award                                         | Patrick Derieg: Aufhebung der Wirklichkeit im Lichtspieltheater |
| Publikumspreis                                                | Philipp Westerfeld: Calvin Fragmenti |
| Stipendium Perspektive österreichisches Nachwuchsfilmschaffen | Clara Trischler: Das erste Meer |
| Hauptpreis für das beste Drehbuch                             | Anna Levinson: Still Awake |
| Preisträger 2011: YOUKI 13                                    | |
| Internationaler Wettbewerb (10–14 Jahre)                      | Fabian Rose, Neue Schule Hamburg: Kinder an die Macht |
| Internationaler Wettbewerb (15–19 Jahre)                      | Mikhail Red: Inosensya |
| Internationaler Wettbewerb (20–26 Jahre)                      | Lisa Weber: Die und der von da und dort |
| Innovative Film Award                                         | Liubou Zhuromskaya: Girls Named Masha |
| Publikumspreis                                                | Friedrich Tiedtke: Es war einmal im Winter |
| Drehbuchstipendium                                            | Philipp Keller: Die Mangolds |
| Preisträger 2012: YOUKI 14                                    | |
| Internationaler Wettbewerb (10–14 Jahre)                      | Tobias Gartenlehner, Valentin Thier: Nr.5 |
| Internationaler Wettbewerb (15–20 Jahre)                      | Dilan Alabogaz, Jenny Esser, Heather Scheuer, Zoe Schwarz: Petites Fleurs |
| Internationaler Wettbewerb (21–26 Jahre)                      | Ling Hong: Duet Dance |
| Innovative Film Award                                         | Johannes Bögle: Indische Alpen |
| Publikumspreis                                                | Ling Hong: Duet Dance |
| Preisträger 2013: YOUKI 15                                    | |
| Internationaler Wettbewerb (10–14 Jahre)                      | Kidcam animation studio: Plastic Bertrand |
| Internationaler Wettbewerb (15–20 Jahre)                      | Christian Hödl: Graceland |
| Internationaler Wettbewerb (21–26 Jahre)                      | Assaf Machnes: Auschwitz on my mind |
| Innovative Film Award                                         | Cana Bilir-Meier: Semra Ertan |
| Publikumspreis                                                | Florian Bayer & Austrian Apparel: Infinite |
| Preisträger 2014: YOUKI 16                                    | |
| Internationaler Wettbewerb (10–14 Jahre)                      | Gymnasium Haizingergasse Wien ( Österreich) für „Der Liftboy“ |
| Internationaler Wettbewerb (15–20 Jahre)                      | Dominik Scherrer ( Schweiz) für „Rauschen“ |
| Internationaler Wettbewerb (21–26 Jahre)                      | Luk Ngo Tin ( Volksrepublik China) für „What About Tomorrow“ |
| Innovative Film Award                                         | Sharath Candra Bose ( Indien) für „Penile Code“ |
| Publikumspreis                                                | Tim Oppermann ( Österreich) für „Precarious“ |
| Preisträger 2015: YOUKI 17                                    | |
| Internationaler Wettbewerb (10–14 Jahre)                      | Studio Da ( Russland) für „The Tail“ |
| Internationaler Wettbewerb (15–20 Jahre)                      | Julian Dietrich ( Deutschland) für „Unterwasser ist es still“ |
| Internationaler Wettbewerb (21–26 Jahre)                      | Sybille Bauer ( Österreich) für „Mariedl“ |
| Innovative Film Award                                         | Dennis Stoermer und Rieke Hoppe ( Deutschland) für „the quick guide how to get famous in five minutes, how to get somewhere sometimes“                                                                            |
| Publikumspreis                                                | Max Hammel ( Österreich) für „The Dojo II – No Mercy Prision“ |
| Preisträger 2016: YOUKI 18                                    | |
| Internationaler Wettbewerb (10–14 Jahre)                      | Kindertheater kidee Zürich: Robokid |
| Internationaler Wettbewerb (15–20 Jahre)                      | Kidscam: Baffi Spioventi |
| Internationaler Wettbewerb (21–26 Jahre)                      | Moritz Stieber ( Österreich) Marville DC // Nina Khada ( Frankreich) Fatima |
| Innovative Film Award                                         | Sybille Bauer ( Österreich) Die übrigen Mädchen // FROOM ( Kroatien) The other Side of the Show |
| Publikumspreis                                                | IBMS + WRG/ ORG Wels: Seyra |
| Preisträger 2017                                              | |
| Internationaler Wettbewerb (10–14 Jahre)                      | Grigor Vitez ( Kroatien) für „Jorum“ |
| Internationaler Wettbewerb (15–20 Jahre)                      | Katharina Maunz ( Österreich) für „Sensations“ |
| Internationaler Wettbewerb (21–26 Jahre)                      | Ádám Freund & Ádám Fekete ( Ungarn) für „The Bloom of Youth“ |
| Innovative Film Award                                         | Sunil Pandey ( Nepal) für „Ananta Yatra (Eternal Journey)“ |
| Local Artist Award                                            | Eric Weglehner ( Österreich) für „Untertoten“ |
| Publikumspreis                                                | Augusto Aabo ( Dänemark) für „Fucking Killas On Speed Dial“ |
| Preisträger 2018                                              | |
| Internationaler Wettbewerb (10–14 Jahre)                      | Laurin Steinhuber ( Österreich) für „Gobi comes“ |
| Internationaler Wettbewerb (15–20 Jahre)                      | Lotta Schwerk ( Deutschland) für „Ninja Motherfucking Destrucktion“ |
| Internationaler Wettbewerb (21–26 Jahre)                      | Olga Kosanovic ( Deutschland) für „Valentin“ |
| Innovative Film Award                                         | Katie Clark ( Vereinigtes Königreich) für „The Grey Area“ |
| Local Artist Award                                            | Jasmina Huynh ( Österreich) für „The Shore of Unspoken“ |
| Publikumspreis                                                | Hanis Bagashov ( Nordmazedonien) für „Mishko“ |
| Preisträger 2019                                              | |
| Internationaler Wettbewerb (13–17 Jahre)                      | Amir Hossein Tabbat ( Iran) für „A boy with a movie camera“ |
| Internationaler Wettbewerb (18–22 Jahre)                      | Zoe Borzi ( Österreich) für „My World, Your World“ |
| Internationaler Wettbewerb (23–27 Jahre)                      | Gianluca Santoni ( Italien) für „Indimenticabile“ |
| Innovative Film Award                                         | Sine Juhl ( Dänemark) für „Sudden Growth“ |
| Austrian Award                                                | Lisa Maria Bickel ( Österreich) für „Lukewarm“ |
| Publikumspreis                                                | Helena Dalemans ( Belgien) für „Her Name Was“ |
| Preisträger 2020                                              | |
| Internationaler Wettbewerb (13–17 Jahre)                      | Jugendfilm e. V. & UTE e. V. ( Deutschland) für „Got Luck!“ |
| Internationaler Wettbewerb (18–22 Jahre)                      | Karmen Obrdalj ( Bosnien und Herzegowina) für „Why Is Mom Always Crying?“ |
| Internationaler Wettbewerb (23–27 Jahre)                      | Duda Gambogi ( Brasilien) für „Endless Love“ |
| Innovative Film Award                                         | Leonardo Martinelli ( Brasilien) für „Around Copacabana“ |
| Austrian Award                                                | Bahare Ruch ( Österreich) für „Bussi, Baba“ |
| Preisträger 2021                                              | |
| Internationaler Wettbewerb (13–17 Jahre)                      | Weerapat Sakolvaree ( Thailand) für „24“ |
| Internationaler Wettbewerb (18–22 Jahre)                      | Alexandra Artamonova ( Russland) für „Bedtime Story“ |
| Internationaler Wettbewerb (23–27 Jahre)                      | Muhammad Heri Fadli ( Malaysia) für „Jamal“ |
| Innovative Film Award                                         | Elsa Hunter-Weston ( Vereinigtes Königreich) für „Please Introduce Yourself“ |
| Austrian Award                                                | Lutia Johow ( Österreich) für „Bata Nebo, Chants to the Gods“ |
| Preisträger 2022                                              | |
| Hauptpreis (13–17 Jahre) – 700€                               | Yeo-wo Lee, Han-seul Ryue, Ha-rin Seo (KR Südkorea) für „Cocoon“ |
| Hauptpreis (18–22 Jahre) – 1.100€                             | Megan Lim En ( Singapur) für „The Cabbage Statue“ |
| Hauptpreis (23–27 Jahre) – 1.500€                             | Ran Zhou ( Kanada) für „Doll+: Body Transmigration in its Ideal Fantasy“ |
| Innovative Film Award – 800€                                  | Manuela Gutiérrez Arrieta ( Spanien) für „Things That Won't Die“ |
| Austrian Award – 400€                                         | Manoa Mersich, Frodo Pernusch, Manuela Pernusch, Paul Pippan ( Österreich) für „Taubenglas“ |
| Publikumspreis – 600€                                         | Ibrahim Muhammad ( Vereinigtes Königreich) für „Only Child“ |
| Preisträger 2023                                              | |
| Hauptpreis (13–17 Jahre) – 700€                               | Ian Dani Kim ( Vereinigte Staaten) für „Room“ |
| Hauptpreis (18–22 Jahre) – 1.100€                             | Moritz Göbel, Luca Storch ( Deutschland) für „Head in the Clouds“ |
| Hauptpreis (23–27 Jahre) – 1.500€                             | Annaka Minsch, Léon Melchior Hüsler ( Schweiz) für „Today with Sugar and Tomorrow I Don’t Know yet“ |
| <3 – Award – 700€                                             | Sajjad Aslani ( Iran) für „Out of The Lines“ |
| Austrian Award – 600€                                         | Emma Braun ( Österreich) für „Insight“ |
| Publikumspreis – 500€                                         | Durim Klaiqi ( Kosovo) für „reMemBer2.human“ |